# Aglutinina
Aglutininas são anticorpos do plasma sanguíneo específicos contra determinados aglutinogênios. É uma proteína que combate o aglutinogênio estranho do organismo. Susceptível de causar a aglutinação de microrganismos e dos glóbulos vermelhos que contêm o aglutinogênio.
- Indivíduos da tipagem sanguínea AB não possuem aglutininas.
- Indivíduos da tipagem sanguínea A, possuem aglutinina Anti-B.
- Indivíduos da tipagem sanguínea B, possuem aglutinina Anti-A.
- Indivíduos da tipagem sanguínea O, possuem aglutinina Anti-A e Anti-B.

Sendo assim, indivíduos AB são considerados receptores universais, enquanto indivíduos do grupo O são considerados doadores universais.

## Tipos de transfusão
As aglutinações que caracterizam as incompatibilidades sanguíneas do sistema acontecem quando uma pessoa possuidora de determinada aglutinina recebe sangue com o aglutinogênio correspondente.
Indivíduos do grupo A não podem doar sangue para indivíduos do grupo B, porque as hemácias A, ao entrarem na corrente sanguínea do receptor B, são imediatamente aglutinadas pelo anti-A nele presente. A recíproca é verdadeira: indivíduos do grupo B não podem doar sangue para indivíduos do grupo A. Tampouco indivíduos A, B ou AB podem doar sangue para indivíduos O, uma vez que estes têm aglutininas anti-A e anti-B, que aglutinam as hemácias portadoras de aglutinogênios A e B ou de ambos.
Assim, o aspecto realmente importante da transfusão é o tipo de aglutinogênio da hemácia do doador e o tipo de aglutinina do plasma do receptor. Indivíduos do tipo O podem doar sangue para qualquer pessoa, porque não possuem aglutinogênios A e B em suas hemácias. Indivíduos, AB, por outro lado, podem receber qualquer tipo de sangue, porque não possuem aglutininas no plasma. Por isso, indivíduos do grupo O são chamadas de doadores universais, enquanto os do tipo AB são receptores universais.